# Đức Mạnh
Đức Mạnh là một xã thuộc huyện Đắk Mil, tỉnh Đắk Nông, Việt Nam.

## Địa lý
Xã Đức Mạnh nằm ở trung tâm huyện Đắk Mil, có vị trí địa lý:
- Phía đông giáp các xã Đắk N'Drót, Đắk R'La và Long Sơn
- Phía tây và phía bắc giáp xã Đắk Lao
- Phía nam giáp thị trấn Đắk Mil và các xã Đức Minh, Đắk Sắk.

Xã Đức Mạnh có diện tích 49,02 km², dân số năm 2019 là 13.359 người, mật độ dân số đạt 273 người/km².

## Hành chính
Xã Đức Mạnh được chia thành 18 thôn: Đức Ái, Đức An, Đức Bình, Đức Hiệp, Đức Hoà, Đức Lễ A, Đức Lễ B, Đức Lộc, Đức Lợi, Đức Nghĩa, Đức Phúc, Đức Sơn, Đức Tân, Đức Thắng, Đức Thành, Đức Thuận, Đức Trung, Đức Vinh.

## Lịch sử
Ngày 6 tháng 6 năm 2005, Chính phủ ban hành Nghị định 70/2005/NĐ-CP. Theo đó, thành lập xã Đắk N'Drót trên cơ sở 3.320 ha diện tích tự nhiên và 234 người của xã Đức Mạnh, 1.428 ha diện tích tự nhiên và 3.207 người của xã Đắk R'La.
Sau khi điều chỉnh địa giới hành chính, xã Đức Mạnh còn lại 4.940 ha diện tích tự nhiên và 12.187 người.